# Kovačevac (Rojcsa)
Kovačevac (1910 és 1981 között Kovačevac Križevački) falu Horvátországban Belovár-Bilogora megyében. Közigazgatásilag Rojcsához tartozik.

## Fekvése
Belovártól légvonalban 14, közúton 16 km-re északnyugatra, községközpontjától légvonalban 4, közúton 5 km-re északra, Tapalóc és Rojcsa között, a Bilo-hegység lejtőin, a Velika-patak bal partján emelkedő magaslaton fekszik.

## Története
A több évtizedes török uralom után a területre a 17. századtól folyamatosan telepítették be a keresztény lakosságot. A település 1774-ben az első katonai felmérés térképén a falu „Dorf Kovachevecz” néven szerepel. A település katonai közigazgatás idején a kőrösi ezredhez tartozott.
A település Lipszky János 1808-ban Budán kiadott repertóriumában „Kovachevecz” néven szerepel.
Nagy Lajos 1829-ben kiadott művében „Kovachevecz” néven 28 házzal, 160 katolikus és 94 ortodox vallású lakossal találjuk.
A katonai közigazgatás megszüntetése után Magyar Királyságon belül Horvátország részeként, Belovár-Kőrös vármegye Belovári járásának része volt. A településnek 1857-ben 267, 1910-ben 405 lakosa volt. Az 1910-es népszámlálás szerint lakosságának 58%-a horvát, 38%-a szerb anyanyelvű volt. 1918-ban az új szerb-horvát-szlovén állam, majd később Jugoszlávia része lett. 1941 és 1945 között a németbarát Független Horvát Államhoz, majd a háború után a szocialista Jugoszláviához tartozott. A háború után a fiatalok elvándorlása miatt lakossága folyamatosan csökkent. 1991-től a független Horvátország része. 1991-ben lakosságának 80%-a horvát, 17%-a szerb nemzetiségű volt. 2011-ben a településnek 176 lakosa volt.

## Lakossága
| Lakosság változása | Lakosság változása | Lakosság változása | Lakosság változása | Lakosság változása | Lakosság változása | Lakosság változása | Lakosság változása | Lakosság változása | Lakosság változása | Lakosság változása | Lakosság változása | Lakosság változása | Lakosság változása | Lakosság változása | Lakosság változása |
| ------------------ | ------------------ | ------------------ | ------------------ | ------------------ | ------------------ | ------------------ | ------------------ | ------------------ | ------------------ | ------------------ | ------------------ | ------------------ | ------------------ | ------------------ | ------------------ |
| 1857               | 1869               | 1880               | 1890               | 1900               | 1910               | 1921               | 1931               | 1948               | 1953               | 1961               | 1971               | 1981               | 1991               | 2001               | 2011               |
| 267                | 282                | 306                | 323                | 373                | 405                | 371                | 399                | 358                | 379                | 387                | 322                | 256                | 213                | 218                | 176                |

## Nevezetességei
Egyetlen szakrális épülete a falu központjában az útkereszteződésben álló kis kápolna.